# Josh Lambo
Joshua Gregory Lambo (* 19. November 1990 in Lansing, Michigan) ist ein ehemaliger American-Football- und Fußballspieler. Zuletzt stand er bei den Tennessee Titans unter Vertrag.
Von 2015 bis 2016 spielte er für die San Diego Chargers in der National Football League (NFL). Anschließend spielte er von 2017 bis 2021 für die Jacksonville Jaguars. Als Fußballspieler war er im Kader des FC Dallas und spielte in der U17- sowie in der U20-Fußballnationalmannschaft der Vereinigten Staaten.

## Karriere

### Fußball
Geboren wurde Lambo am 19. November 1990 in Lansing, Michigan. Seine Familie zog nach Chicago, Illinois, als er noch ein kleines Kind war. In Chicago spielte er bis 2005 zusammen mit dem heutigen US-Nationaltorhüter Brad Guzan in der Jugendmannschaft von Chicago Magic. Er zog nach Middleton im Bundesstaat Wisconsin, wo er für zwei Monate die Highschool besuchte, ehe er im Rahmen der Generation Adidas einen Vertrag unterschrieb und nach Bradenton, Florida ging.
Im Alter von 15 Jahren nahm er an einem Trainingscamp des englischen Erstligisten FC Everton teil und wurde vom Verein eingeladen, auf dem Trainingsgelände des Vereins zu trainieren. Ihm wurde ein provisorischer Vertrag angeboten, sollte er eine europäische Arbeitserlaubnis erhalten. Lambo hat griechische Vorfahren. Im Jahr 2008 wurde er in der ersten Draftrunde an achter Position vom FC Dallas ausgewählt. Er spielte hauptsächlich für die zweite Mannschaft in der inzwischen aufgelösten MLS Reserve League. Sein Debüt im Profiteam gab er erst im Juni 2009 bei einem Freundschaftsspiel gegen den CS Herediano aus Costa Rica. Zur Saison 2010 wurde Lambo an die Tampa Bay Rowdies ausgeliehen, welche in der USSF Division 2 Professional League spielten. Seinen Einstand gab er am 14. Mai 2010 bei einem 2:1-Erfolg gegen die Carolina RailHawks. Zur Saison 2011 endete der Vertrag mit dem FC Dallas, und Lambo versuchte, bei DC United einen neuen Vertrag zu erhalten.
Er spielte zwei Spiele für die U-17-Nationalmannschaft und war im Kader der U20 bei der U-20-Fußball-Weltmeisterschaft 2009 in Ägypten.

### American Football
Im Herbst des Jahres 2012 schrieb sich Lambo an der Texas A&M University ein und trat der Universitäts-Footballmannschaft als Kicker bei. Dort verdrängte er in der Saison 2013 den bisherigen Startkicker Taylor Bertolet. Zur NFL-Saison 2015 nahm Lambo am NFL Draft teil, wurde aber nicht ausgewählt. Allerdings wurden die San Diego Chargers auf Lambo aufmerksam und verpflichteten ihn als Free Agent.
Seinen ersten Einsatz feierte Lambo im Preseason-Spiel gegen die Arizona Cardinals, welches die Chargers mit 22-19 gewannen. Er erzielte in diesem Spiel seine ersten beiden Field Goals. Dabei verwandelte er zum Ende der ersten Halbzeit aus 53 und zum Ende des Spiels aus 47 Metern Entfernung.
Am 2. September 2017 wurde Lambo im Rahmen der Kaderverkleinerung der Chargers entlassen.
Am 17. Oktober nahmen ihn die Jacksonville Jaguars unter Vertrag. Dieser Vertrag wurde am 14. Februar 2019 um vier Jahre verlängert. Nach einer Hüftverletzung in der Saison 2020 konnte Lambo 2021 nicht mehr an seine vorigen Leistungen anknüpfen und vergab in den ersten drei Partien alle drei seiner Field-Goal-Versuche. Er wurde daraufhin durch Matthew Wright ersetzt und anschließend nach dem 6. Spieltag entlassen.
Am 2. November 2021 wurde er in das Practice Squad der Pittsburgh Steelers aufgenommen, nachdem sich der etatmäßige Kicker Chris Boswell beim Spiel gegen die Cleveland Browns bei einem Trickspielzug eine Gehirnerschütterung zugezogen hatte. Am 9. November wurde er wieder entlassen, nachdem Boswell wieder spielen konnte.
Am 15. November 2022 nahmen die Tennessee Titans Lambo für ihren Practice Squad unter Vertrag. Er kam aufgrund einer Verletzung von Randy Bullock im Thursday-Night-Game gegen die Green Bay Packers zum Einsatz und verwandelte drei von vier Extrapunktversuchen, bevor er am 21. November 2022 wieder entlassen wurde.
Am 18. März 2023 gab Lambo seinen Rücktritt vom Leistungssport bekannt.